# Milly-sur-Thérain
Milly-sur-Thérain és un municipi francès, situat al departament de l'Oise i a la regió dels Alts de França. L'any 2007 tenia 1.642 habitants.

## Demografia

### Població
El 2007 la població de fet de Milly-sur-Thérain era de 1.642 persones. Hi havia 611 famílies de les quals 111 eren unipersonals (44 homes vivint sols i 67 dones vivint soles), 210 parelles sense fills, 238 parelles amb fills i 52 famílies monoparentals amb fills.
La població ha evolucionat segons el següent gràfic:
Habitants censats

### Habitatges
El 2007 hi havia 675 habitatges, 639 eren l'habitatge principal de la família, 16 eren segones residències i 20 estaven desocupats. 608 eren cases i 54 eren apartaments. Dels 639 habitatges principals, 514 estaven ocupats pels seus propietaris, 117 estaven llogats i ocupats pels llogaters i 8 estaven cedits a títol gratuït; 6 tenien una cambra, 30 en tenien dues, 100 en tenien tres, 147 en tenien quatre i 356 en tenien cinc o més. 541 habitatges disposaven pel capbaix d'una plaça de pàrquing. A 277 habitatges hi havia un automòbil i a 307 n'hi havia dos o més.

### Piràmide de població
La piràmide de població per edats i sexe el 2009 era:
| Homes | Edats   | Dones |
| ----- | ------- | ----- |
| 0     | 95 o +  | 4     |
| 0     | 90 a 94 | 0     |
| 20    | 85 a 89 | 16    |
| 8     | 80 a 84 | 16    |
| 20    | 75 a 79 | 8     |
| 36    | 70 a 74 | 40    |
| 28    | 65 a 69 | 28    |
| 44    | 60 a 64 | 24    |
| 36    | 55 a 59 | 32    |
| 76    | 50 a 54 | 56    |
| 68    | 45 a 49 | 88    |
| 52    | 40 a 44 | 72    |
| 60    | 35 a 39 | 52    |
| 56    | 30 a 34 | 44    |
| 32    | 25 a 29 | 28    |
| 32    | 20 a 24 | 32    |
| 52    | 15 a 19 | 48    |
| 72    | 10 a 14 | 48    |
| 48    | 5 a 9   | 48    |
| 36    | 0 a 4   | 20    |

## Economia
El 2007 la població en edat de treballar era de 1.072 persones, 812 eren actives i 260 eren inactives. De les 812 persones actives 746 estaven ocupades (407 homes i 339 dones) i 67 estaven aturades (33 homes i 34 dones). De les 260 persones inactives 111 estaven jubilades, 77 estaven estudiant i 72 estaven classificades com a «altres inactius».

### Ingressos
El 2009 a Milly-sur-Thérain hi havia 659 unitats fiscals que integraven 1.668,5 persones, la mediana anual d'ingressos fiscals per persona era de 19.751 €.

### Activitats econòmiques
Dels 57 establiments que hi havia el 2007, 2 eren d'empreses alimentàries, 2 d'empreses de fabricació d'altres productes industrials, 11 d'empreses de construcció, 13 d'empreses de comerç i reparació d'automòbils, 3 d'empreses de transport, 6 d'empreses d'hostatgeria i restauració, 1 d'una empresa d'informació i comunicació, 1 d'una empresa financera, 6 d'empreses de serveis, 8 d'entitats de l'administració pública i 4 d'empreses classificades com a «altres activitats de serveis».
Dels 18 establiments de servei als particulars que hi havia el 2009, 1 era una oficina de correu, 1 una oficina bancària, 1 autoescola, 2 paletes, 1 guixaire pintor, 2 fusteries, 1 lampisteria, 2 electricistes, 2 perruqueries, 4 restaurants i 1 saló de bellesa.
Dels 4 establiments comercials que hi havia el 2009, 1 era una gran superfície de material de bricolatge, 1 una botiga de menys de 120 m², 1 una peixateria i 1 una joieria.
L'any 2000 a Milly-sur-Thérain hi havia 12 explotacions agrícoles.

## Equipaments sanitaris i escolars
L'únic equipament sanitari que hi havia el 2009 era una farmàcia.
El 2009 hi havia una escola elemental.

## Poblacions més properes
El següent diagrama mostra les poblacions més properes.